# Xylomyidae
Xylomyidae zijn een familie uit de orde van de tweevleugeligen (Diptera), onderorde vliegen (Brachycera). Wereldwijd omvat deze familie 4 genera en 138 soorten.

## In Nederland waargenomen soorten
- Genus: Solva
  - Solva marginata - (Dikdijbastvlieg)
- Genus: Xylomya
  - Xylomya maculata - (Wespbastvlieg)